# Altpreußisches Magdeburger Land-Regiment ML
Das Magdeburger Land-Regiment war ein Infanterieregiment der altpreußischen Armee.

## Geschichte
Das Magdeburger Land-Regiment wurde 1729 durch König Friedrich Wilhelm I. als Magdeburgisches Garnison-Regiment aufgestellt. 1735 war das Landregiment auf fünf Kompanien reguliert. Vor Ausbruch des Siebenjährigen Krieges bestand das Regiment aus vier Musketier-Kompanien mit jeweils 215 Soldaten. Im Zuge der preußischen Mobilmachung 1757 wurde es auf sieben Kompanien gleicher Mannschaftsstärke aufgestockt. Das Landregiment führte seit 1757 zur Unterscheidung vom Landmilizregiment „Jung-Wegener“ nach seinem Regimentschef den Namen „Alt-Wegener“. 1788 wurde das Magdeburger Land-Regiment aufgelöst.

## Garnison
- 1729–1788 Magdeburg

## Organisation, Stärke und Verwendung
Die Mannschaftsdienstgrade galten ohne Ausnahme als unbesoldet permanent beurlaubt. Die meiste Zeit des Jahres hielten sie sich in ihren Heimatorten auf, nur einmal jährlich wurden sie für 14 Tage zum Exerzieren in Magdeburg zusammengezogen. In dieser Zeit erhielten sie Sold, und ebenso, wenn sie zu anderen Anlässen zum Einsatz kamen. Die Offiziere, Unteroffiziere und Tambours taten ganzjährig Dienst, waren jedoch dauerhaft auf Halbsold gesetzt. Die Bestimmung der Truppe war ein zweites Aufgebot, was sich vor allem darin begründete, das es zu großen Teilen aus nicht mehr feldverwendungfähigen, invalidisierten, ausgemusterten oder strafversetzten Soldaten und Offizieren bestand. Das Land-Regiment (Nr. 3) war als letztes unter den magdeburgisch-halberstädtischen Truppen gelistet und sollte nur im Ausnahmefall in Kriegszeiten lokal defensiv in Erscheinung treten.

## Kampfhandlungen
Zum 27. August 1756 wurden die Mannschaften des Regiments in die Garnison einberufen. Ob das Landregiment (Nr. 3) am 13. September 1757 an Kampfhandlungen mit den Franzosen vor der Festung Regenstein teilgenommen hat oder es sich hier um eine Verwechslung mit dem ebenfalls in Magdeburg garnisonierten Dragonerregiment Nr. 7, dessen Kommandeur Oberst Joachim vom Ahlimb († 1754), Bruder des Magdeburger Regimentschef Oberst Bernhard Friedrich von Ahlimb († 1757) war, bleibt undeutlich.

## Uniformierung
Die Uniformierung war durch Carmoisinrote offene Aufschläge und Kragen sowie dunkelblaue Unterkleider gekennzeichnet.

## Regimentschefs
- 1730–1735 Oberst Johann Adolph Marschall von Bieberstein
- 1735–1743 Oberst Kaspar Wilhelm von Düringshofen
- 1745–1753 Oberst Bernhard Sigismund von Berg
- 1753–1757 Oberst Bernhard Friedrich von Ahlimb
- 1757–1774 Oberst Johann Christoph von Wegnern („Alt-Wegnern“)
- 1774–1780 Oberst Johann Friedrich Christoph von Weißenfels
- 1780–1788 Oberst Karl Wilhelm von Kottwitz